# Ivian Sarcos
Pour les articles homonymes, voir Sarcos (homonymie).
Ivian Lunasol Sarcos Colmenares, née le 26 juillet 1989 à Guanare, est une mannequin vénézuélienne et Miss Monde 2011.

## Biographie
Ivian Sarcos suit une formation en diplomatie de l'Université centrale du Venezuela.
En 2010, elle représente l'état d'Amazonas (Venezuela) et est élue Miss Monde Vénézuela.
Elle devient la 61e Miss Monde le 6 novembre 2011 à Londres.